# Calle San Juan (Logroño)
La Calle San Juan es una de las calles del casco antiguo de Logroño (La Rioja, España), famosa por ser uno de los lugares más típicos de tapeo de la ciudad, junto con la calle Laurel. 

## Situación

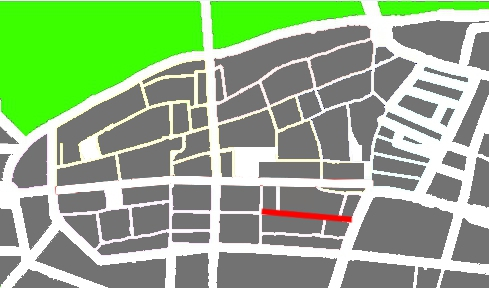
Localización de la calle San Juan en el casco antiguo

La calle se encuentra junto al centro histórico de la ciudad, el Paseo del Espolón. El acceso a la misma se realiza desde las calles Muro del Carmen por el este, Marqués de Vallejo por el oeste, la Travesía de San Juan por el norte y la calle Ollerías por el sur.

## Historia
Antiguamente, la denominación de esta calle era la de Ollerías baja, compartiendo denominación con la calle paralela a la misma, por ser una zona en la que el oficio de ollero era el que predominaba. Hasta mediado el siglo XIX era un callejón sin salida, que iba a morir al Muro del Carmen. En 1855, tras el derribo del edificio que bloqueaba su salida, se abrió a la actual Glorieta del Doctor Zubía.
Desde hace unos años se celebra en esta calle cada 24 de junio sus fiestas patronales en honor de San Juan.
En 2011 se instalaron por toda la calle unas placas en el suelo con imágenes de los monumentos más importantes de la ciudad y de La Rioja, también un panel informativo sobre el bar y los pinchos que tienen cada bar.

## Hostelería y gastronomía
En los poco más de 150 metros que forman esta calle y sus alrededores están establecidos 26 establecimientos de hostelería, ofreciendo todos ellos distintas tapas, más conocidas en el norte de España como pinchos.

## Curiosidades
A la zona de pinchos compuesta por esta calle, la vecina Calle Laurel, sus aledañas Albornoz, San Agustín y Travesía del Laurel, se las conoce popularmente como "La Senda de los Elefantes", ya que se dice que todo el que entra sale con trompa y a cuatro patas.